# Mickaël Roche
Mickaël Roche (ur. 24 grudnia 1982 w Papeete) – piłkarz z Tahiti występujący na pozycji bramkarza. Zawodnik klubu AS Dragon.

## Kariera klubowa
Roche karierę rozpoczynał w 1999 roku w zespole AS Jeunes. W 2000 roku wyjechał do Francji, by grać w rezerwach tamtejszego AS Monaco w CFA. Spędził tam rok, a potem odszedł do ROS Menton z szóstej ligi. Grał tam przez cztery lata, a potem przeniósł się do US Marseille Endoume z CFA. W 2006 roku Roche wrócił do AS Jeunes. Po trzech latach spędzonych w tym klubie odszedł do AS Dragon. W 2012 roku zdobył z nim mistrzostwo Tahiti.

## Kariera reprezentacyjna
W reprezentacji Tahiti Roche zadebiutował 7 kwietnia 2011 roku w wygranym 1:0 towarzyskim spotkaniu z Nową Kaledonią. W 2012 roku został powołany do kadry na Puchar Narodów Oceanii. Na tamtym turnieju, wygranym przez Tahiti, zagrał w meczach z Samoa (10:1) i Nową Kaledonią (4:3).